# Sarzana
Sarzana település Olaszországban, Liguria régióban, La Spezia megyében. Lakosainak száma 21 650 fő (2023. január 1.). Sarzana Ameglia, Arcola, Aulla, Carrara, Castelnuovo Magra, Fosdinovo, Lerici, Ortonovo, Santo Stefano di Magra és Vezzano Ligure községekkel határos.

## Népesség
A település lakossága az elmúlt években az alábbi módon változott:
| Lakosok száma | 22 104 | 22 133 | 21 650 |
|               | 2017   | 2018   | 2023   |